# Zemborzyce Tereszyńskie
Zemborzyce Tereszyńskie – wieś w Polsce położona w województwie lubelskim, w powiecie lubelskim, w gminie Konopnica.
W latach 1975–1998 miejscowość administracyjnie należała do ówczesnego województwa lubelskiego.
Wieś stanowi sołectwo gminiy Konopnica. Według Narodowego Spisu Powszechnego z roku 2011 wieś liczyła 581 mieszkańców.
Wierni Kościoła rzymskokatolickiego należą do parafii Wniebowzięcia Najświętszej Maryi Panny i św. Katarzyny Aleksandryjskiej w Konopnicy lub do parafii św. Marcina w Lublinie.

## Oświata
W Zemborzycach Tereszyńskich znajduje się jedna szkoła podstawowa, do której uczęszcza 109 uczniów. Gmina zapewnia dzieciom dowóz do szkoły na podstawie umowy zawartej z PPKS w Lublinie.
Działa też filia biblioteczna Gminnej Biblioteki Publicznej w Konopnicy. Na terenie wsi prowadzona jest Świetlica Środowiskowo-Terapeutyczna.
Pierwsza szkoła datuje się na rok 1924. Mieściła się w wynajętym u p. Pawła Jachacza domu. Uczniowie przebywali w jednej izbie i uczeni byli przez jednego nauczyciela, który wykładał wszystkie przedmioty. W 1928 roku budynek szkolny przeniesiony został do domu wynajętego u p. Wojciecha Kowalczyka. W 1947 roku w Zembrzycach Tereszyńskich po raz pierwszy zorganizowano szkołę siedmioklasową, która mieściła się w domu gospodarza Władysława Zięby. Obecny budynek szkoły do użytku oddano 19 października 1963 roku. 
W 2008 roku oddano do użytku nową salę gimnastyczną 279,4 m, o której budowę dyrekcja szkół zabiegała już od 1995 roku. Wyremontowano także budynek Domu Nauczyciela oraz bibliotekę, położono chodniki, drogi pożarowe oraz wykonano nowe ogrodzenie.
Filia Biblioteczna
W Zemborzycach Tereszyńskich działa Filia Gminnej Biblioteki Publicznej w Konopnicy. Obecnie zbiory znajdują się na terenie Szkoły Podstawowej w Zemborzycach Tereszyńskich. Biblioteka funkcjonuje od 1992 roku, w którym odkupiła 2.877 woluminów od Wojewódzkiej Biblioteki Publicznej w Lublinie. Inicjatorem i pierwszym kierownikiem biblioteki była Maria Samołyk. Od 1992 kieruje nią Beata Opałka. W pierwszych latach działalności w bibliotece odbywały się zajęcia klubowe. Filia współpracuje ze szkołą podstawową, prowadząc lekcje biblioteczne i konkursy. Jest także miejscem spotkań mieszkańców wsi.